# Phong trào Ngũ Tứ

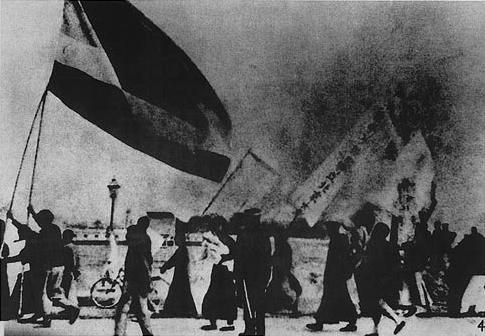
Sinh viên Bắc Kinh biểu tình trong phong trào Ngũ Tứ

Phong trào Ngũ Tứ (hay còn gọi là Ngũ Tứ vận động, tiếng Trung: 五四運動, bính âm: Wǔ Sì yùndòng) là một phong trào đấu tranh rộng lớn của sinh viên, học sinh, công nhân, thị dân, trí thức Trung Quốc, vì nổ ra đúng vào ngày 4 tháng 5 năm 1919 nên được gọi là phong trào Ngũ Tứ.

## Nguyên nhân
Sau khi Chiến tranh thế giới thứ nhất kết thúc, các nước thắng trận đã ký kết bản Hiệp ước Versailles, trong đó có điều khoản chuyển giao chủ quyền tỉnh Sơn Đông (Trung Quốc) từ tay Đức sang cho Nhật Bản. Các tầng lớp nhân dân Trung Quốc, đặc biệt là học sinh sinh viên đã đứng lên đấu tranh chống lại quyết định này. Phong trào lan rộng, chuyển mũi nhọn đấu tranh từ chống lại Hiệp ước Versailles sang chống lại chính phủ Trung Hoa Dân quốc lúc bấy giờ.

## Diễn biến
Ngày 4 tháng 5 năm 1919, hơn 3000 học sinh sinh viên của 13 trường đại học Bắc Kinh đã tập hợp trước quảng trường Thiên An Môn, tiến hành biểu tình thị uy trên các đường phố Bắc Kinh để chống lại Hiệp ước Versailles, với các khẩu hiệu như:
- Ngoại tranh quốc quyền, nội trừng quốc tặc (ngoài: giành lại chủ quyền đất nước, trong: trừng trị bọn bán nước)
- Trung Quốc là của người Trung Quốc
- Phế bỏ Hiệp ước 21 điều (quy định quyền lợi của các nước phương Tây tại Trung Quốc)
- Thề chết giành lại Thanh ĐảoHơn 3000 sinh viên từ 13 trường đại học ở Bắc Kinh tiến hành biểu tình tại quảng trường Thiên An Môn nhằm phản đối điều khoản cho phép Nhật chiếm đóng Sơn Đông từ tay Đức theo hoà ước Versaille.Sinh viên đại học Thanh Hoa tiến hành đốt hàng hoá của người Nhật trong phong trào Ngũ Tứ năm 1919.

...

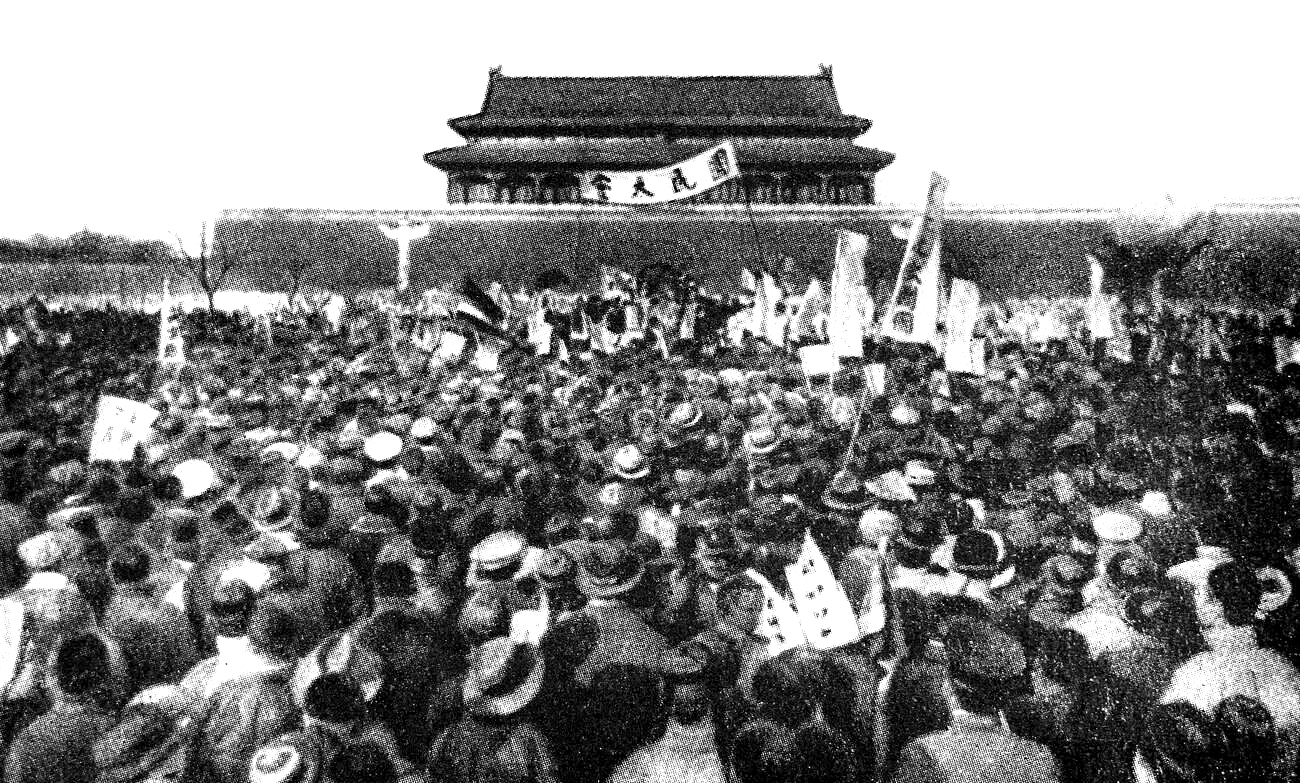
Hơn 3000 sinh viên từ 13 trường đại học ở Bắc Kinh tiến hành biểu tình tại quảng trường Thiên An Môn nhằm phản đối điều khoản cho phép Nhật chiếm đóng Sơn Đông từ tay Đức theo hoà ước Versaille.

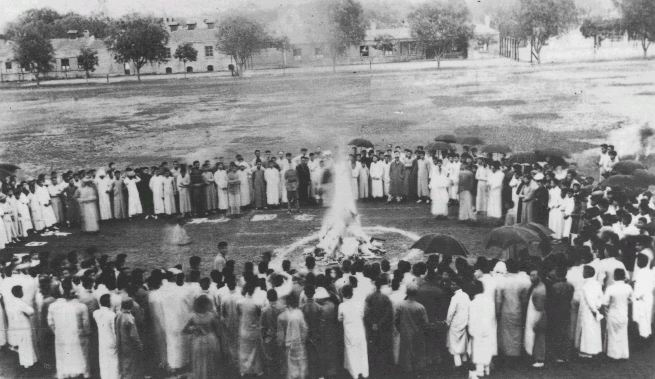
Sinh viên đại học Thanh Hoa tiến hành đốt hàng hoá của người Nhật trong phong trào Ngũ Tứ năm 1919.

Yêu sách của những người biểu tình là đòi xử tội ba nhân vật thân Nhật trong chính phủ Trung Hoa Dân quốc lúc bấy giờ:
- Tào Nhữ Lâm (曹汝霖): Tổng trưởng Giao thông, nguyên Thứ trưởng Ngoại giao của chính phủ Viên Thế Khải, người trực tiếp ký kết "Hiệp ước 21 điều"
- Lục Tông Dư (陸宗輿): Tổng giám đốc Ngân hàng, nguyên công sứ Trung Quốc tại Nhật Bản, người đã ký vay nợ Nhật Bản
- Chương Tông Tường (章宗祥)

Bản Tuyên ngôn của học sinh sinh viên đã nêu lên mục đích của phong trào:
"Đất đai Trung Quốc có thể bị chinh phục chứ không thể bị cắt cho. Nhân dân Trung Quốc có thể bị giết chứ không thể cúi đầu. Nước đã mất rồi! Đồng bào hãy vùng lên!"

Hưởng ứng lời kêu gọi của học sinh sinh viên Bắc Kinh, học sinh sinh viên các thành phố khác như Thiên Tân, Thượng Hải, Nam Kinh, Vũ Hán, Tế Nam, Trường Sa, Trùng Khánh, Quảng Châu... đều tổ chức mít tinh và biểu tình thị uy với quy mô lớn. Chính phủ Trung Hoa Dân quốc đã phái quân đội, cảnh sát đến đàn áp, ra lệnh cách chức hiệu trưởng trường Đại học Bắc Kinh Thái Nguyên Bồi, đuổi học và bắt giữ hơn 1000 học sinh sinh viên.
Đến ngày 19 tháng 5 năm 1919, học sinh sinh viên bắt đầu tổng bãi khoá. Ngày 3 tháng 6 năm 1919, công nhân, thương nhân, học sinh sinh viên cùng đông đảo các tầng lớp nhân dân Thượng Hải đã tiến hành tổng bãi công, bãi thị, bãi khoá để ủng hộ phong trào đấu tranh của học sinh sinh viên Bắc Kinh. Quân đội, cảnh sát ra sức đàn áp nhưng cuối cùng cũng bất lực trước làn sóng xuống đường của các tầng lớp nhân dân.

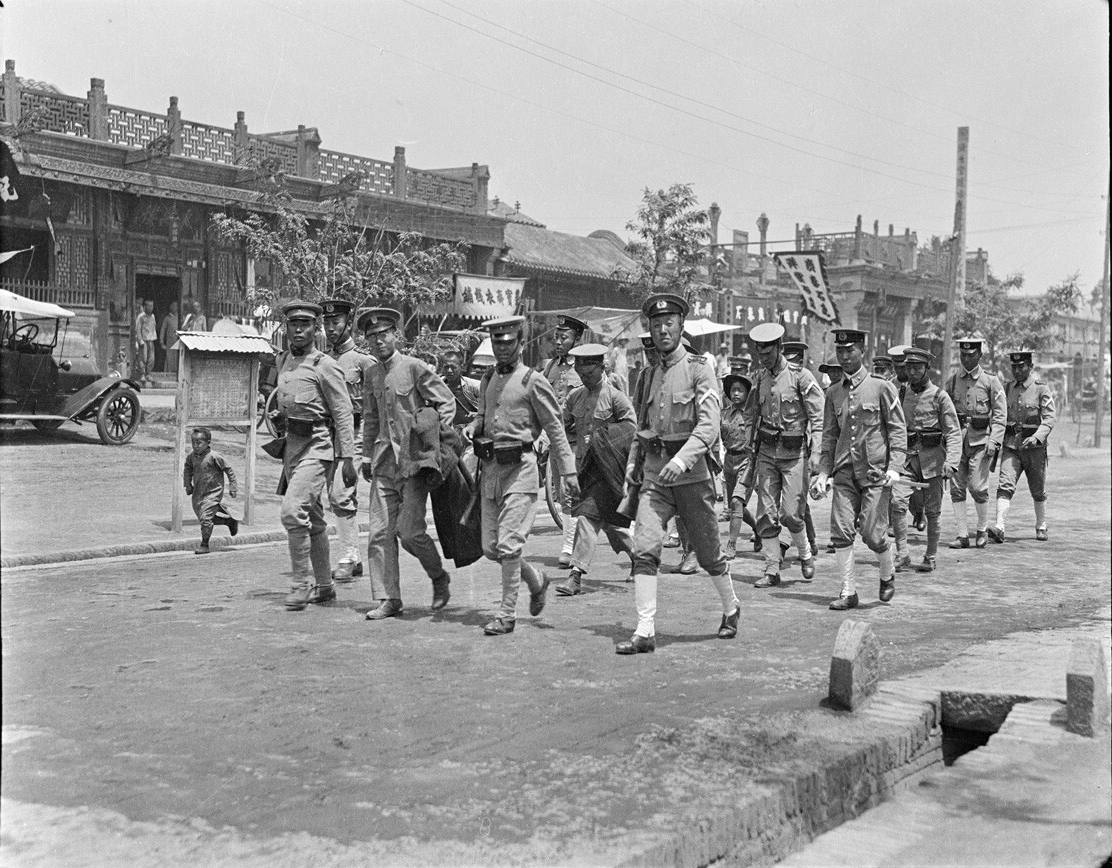
Một sinh viên của đại học Thanh Hoa bị bắt giữ vào ngày 4 tháng 6 năm 1919 (trong phong trào Ngũ Tứ).

Phong trào Ngũ Tứ đã lan rộng khắp 22 tỉnh và 150 thành phố ở Trung Quốc, trong đó lên mạnh nhất ở Thiên Tân, Nam Kinh, Hàng Châu, Vũ Hán... lôi cuốn đông đảo các tầng lớp nhân dân tham gia như học sinh, sinh viên, công nhân, thương nhân, thị dân, trí thức... Cuối cùng, chính phủ Trung Hoa Dân quốc buộc phải trả tự do cho tất cả những người bị bắt, cách chức Tào Nhữ Lâm, Lục Tông Dư, Chương Tông Tường, sau đó ra lệnh cho đoàn đại biểu Trung Quốc tại Pháp cự tuyệt ký vào Hiệp ước Versailles. Phong trào Ngũ Tứ coi như kết thúc thắng lợi.

## Ảnh hưởng
Phong trào Ngũ Tứ có ảnh hưởng rất sâu rộng trong lịch sử Trung Quốc, thúc đẩy việc phát triển khoa học và dân chủ. Đồng thời qua phong trào này, chủ nghĩa cộng sản đã được nhanh chóng truyền bá vào Trung Quốc bởi tầng lớp trí thức như Lý Đại Chiêu, Trần Độc Tú... dẫn đến sự thành lập Đảng cộng sản Trung Quốc vào tháng 7 năm 1921.